# Gervais Banshimiyubusa
Gervais Banshimiyubusa (Gisuru, Burundi, 9 de setembro de 1952) é um clérigo do Burundi e arcebispo católico romano de Bujumbura.
Gervais Banshimiyubusa recebeu o sacramento da Ordem Sagrada em 4 de julho de 1981.
Em 10 de maio de 2000, o Papa João Paulo II nomeou-o bispo coadjutor de Ngozi. O bispo de Ngozi, Stanislas Kaburungu, ordenou-o bispo em 16 de setembro do mesmo ano; Os co-consagradores foram o Bispo de Bujumbura, Evariste Ngoyagoye, e o Bispo de Ruyigi, Joseph Nduhirubusa. 
Em 14 de dezembro de 2002, Gervais Banshimiyubusa tornou-se bispo de Ngozi, sucedendo Stanislas Kaburungu, que renunciou por doença.
O Papa Francisco nomeou-o Arcebispo de Bujumbura em 24 de março de 2018. De 24 de março de 2018 a 25 de janeiro de 2020, Gervais Banshimiyubusa foi também Administrador Apostólico da Diocese de Ngozi.